# 科爾法克斯鎮區 (堪薩斯州馬里昂縣)
科爾法克斯鎮區（英語：Colfax Township）為美國堪薩斯州馬里昂縣轄下的鎮區。2010年美国人口普查中此鎮區人口有291人。

## 地理
科爾法克斯鎮區涵蓋總面積為92.9平方（35.87平方英里），其中陸地面積為92.8平方（35.84平方英里），水域面積為0.078平方（0.03平方英里）或0.08%。海拔高度1,463（4,800英尺）。

## 人口統計
根據2010年美國人口普查，科爾法克斯鎮區人口有291人，其中男性有157人，女性有134人，人口密度為每平方公里3.13人，住房計138戶。鎮區內的白人有277人，非裔美國人有0人，美洲原住民有4人，亞裔美國人有0人，太平洋島裔美國人有0人，其他種族有0人，混血種族則有10人。此外鎮區內有6人為西班牙裔或拉丁裔美國人。此鎮區之年齡中位數為38.2歲，而男性年齡中位數為37.6歲，女性年齡中位數為43.0歲。